# Faster Harder Scooter
"FasterHarderScooter" è un brano del gruppo tedesco Scooter. È stato pubblicato nell'agosto del 1999 come primo singolo dall'album del 1999 Back to the Heavyweight Jam.

## Tracce
CD singolo
1. FasterHarderScooter – 3:42
2. FasterHarderScooter (Full Length) – 4:24
3. FasterHarderScooter (Club Mix) – 5:21
4. FasterHarderScooter (Sunbeam Remix) – 9:23
5. FasterHarderScooter (Signum Remix) – 7:20